# Truc de Grèzes
Le truc de Grèzes est un truc, autrement dit une montagne, situé en Lozère entre les villes de Marvejols et de Mende. Le village de Grèzes est accroché à son flanc.

## Géographie

### Situation
Le truc domine la vallée de la Jourdane, rivière affluente à la Colagne. Il fait face au truc du Midi et est situé à proximité du truc de Saint-Bonnet-de-Chirac.

### Topographie
Malgré une altitude assez faible (1 008 mètres), le truc de Grèzes fait forte impression quand on parcourt la route entre Marvejols et Mende, en raison de sa forme trapézoïdale et de la raideur de ses pentes.

### Géologie
Comme son voisin le truc du Midi, le truc de Grèzes est une butte-témoin calcaire du Dogger qui surmonte des marnes du Lias. Le village de Grèzes se situe à la jonction de ces deux ensembles au niveau d'une rupture de pente.

## Histoire
Les premières traces d'habitations sur le truc datent du Néolithique. Des fouilles ont révélé ces habitations sur le sommet du truc. C'est sur cette montagne que fut ensuite installé l'oppidum gaulois réputé comme étant un des principaux lieux de défense des Gabales. À l'époque gallo-romaine, un castrum remplacera d'ailleurs l'oppidum.
Après le XIIIe siècle, le truc sera longtemps nommé montagne Saint-Frézal, en hommage à ce saint gévaudanais, évêque du diocèse du Gévaudan, assassiné à La Canourgue.